# Dinastía Domagojević
La domagojević era una dinastía de croata nativa que reinó en el Ducado de Croacia, probablemente de 864 hasta que 892, con interrupciones. 
La dinastía recibió su nombre de Domagoj, el primer miembro de la dinastía conocido. Los más famosos fueron Domagoj (el fundador) y Branimir.
La relación entre Domagoj y Branimir es polémica. Algunos historiadores creen que Branimir era hijo de Domagoj, otros piensan que tenían otra relación de parentesco, mientras que un tercer grupo cree que no estaban emparentados.

## Duques de Croacia
- Domagoj (864-876)
- Hijo de Domagoj sin nombre (876-878)
- Branimir (879-892)